# سواتوسلاف (ناحیه برنو-تسوونتری)
سواتوسلاف (به چکی: Svatoslav) یک منطقهٔ مسکونی در جمهوری چک است که در ناحیه برنو-تسوونتری واقع شده‌است. سواتوسلاف ۸٫۴۷ کیلومتر مربع مساحت و ۴۲۲ نفر جمعیت دارد و ۴۸۲ متر بالاتر از سطح دریا واقع شده‌است.